# Angiotenzin
Angiotenzin je peptidni hormon koji u tijelu čovjeka uzrokuje konstrikciju krvnih žila i podiže arterijski krvni tlak. Dio je sustava renin-angiotenzin. Angiotenzin potiče izlučivanje i aldosterona iz kore nadbubrežne žlijezde, koji potiče zadržavanje soli u distalnim nefronima (osnovna funkcionalna jedinica bubrega), što također podiže krvni tlak. 
Angiotenzin je izoliran neovisno u Indianapolisu i Argentini kasnih 1930-ih (tada nazivan: angiotonin i hipertenzin), te kasnije opisan i sintetiziran u SAD-u i Švicarskoj.

## Prekursori

### Angiotenzinogen
Angiotenzinogen je alfa-2 globulin koji se sintetizira i otpušta u cirkulaciju u jetri. Pripada skupini serpina, iako nije poznato da inhibira enzime kao što rade ostali serpini. Povećavanje koncentracije angiotenzinogena u krvnoj plazmi povećavaju kortikosteroidi, estrogen, hormoni štitnjače i angiotenzin II. Angiotenzinogen je i supstrat renina. Čini ga niz 452 aminokiseline (kod čovjeka, kod ostalih vrsta broj aminokiselina varira), a prvih 12 su najvažniji za biološku aktivnost.

### Angiotenzin I
Angiotenzin I nastaje djelovanjem renina na angiotenzinogen. Renin stvara bubreg kao odgovor na pojačanu simpatičku aktivnost, smanjen intrarenalni krvni tlak kod jukstaglomerularnih stanica ili na smanjenu količinu iona natrija i klorida kod makule dense. Renin cijepa peptidnu vezu između aminokiselina leucin (Leu) i valin (Val) na molekuli angiotenzinogena, čime nastaje peptid dug deset aminokiselina angiotenzin I. Angiotenzin I nema biološku ulogu (nije utvrđena), te je samo prekursor angiotenzina II.

### Angiotenzin II
Angiotenzin II nastaje iz angiotenzina I djelovanjem angiotenzin konvertirajućeg enzima (ACE), koji se pretežno nalazi u kapilarama pluća, tako što cijepa 2 aminokiseline angiotenzin I na C-kraju peptidnog lanca. ACE se nalazi svugdje u tijelu, ali najveća gustoće je na kapilarama pluća. Angiotenzin II djeluje kao endokrini, autokrini, parakrini i intrakrini hormon. Angiotenzin II djeluje preko receptora za angiotenzin II. Razgrađuje ga enzim angiotenzinaza u angiotenzin III. Angiotenzinazu nalazimo u eritrocitima, te krvnim žilama većine tkiva.

### Angiotenzin III
Angiotenzin III je heksapeptid, ima 40% učinka na krvni tlak od angiotenzina II, ali 100% učinka na stvaranje aldosterona.

### Angiotenziv IV
Angiotenzina je heksapeptid i ima znatno slabiji učinak od angiotenzina III. 

## Djelovanje

### Kardiovaskularni sustav
Angiotenzini II, III i IV su potentni izravni vazokonstriktori, koji podižu arterijski krvni tlak konstrikcijom vena i arterija. Angiotenzin II ima i potencijalni protrombotski učinak, pojačavajući adheziju i agregaciju trombocita, te povećavajući proizvodnju plazminogen aktivator inhibitor-1 i plazminogen aktivator inhibitor-2.

### Živčani sustav
Angiotenzin II pojačava osjećaj žeđi, preko subfornikalnog organa u mozgu, smanjuje baroreceptorni releks i povećava želju za soli. Pojačava lučenje antidiuretskog hormona (ADH) iz stražnjeg režnja hipofize i lučenja ACTH iz prednjeg režnja. Dalje potencira oslobađanje noradrenalina izravnim djelovanje na postganglijska simpatička vlakna.

### Nadbubrežna žlijezda
Angiotenzin djeluje u kori nadbubrežne žlijezde tako što pojačavaju oslobađanje aldosterona, hormona koji u bubrezima sadržava natrij i izlučuje kalij.

### Mokraćni sustav
Ukupni učinak djelovanja angiotenzina II na funkciju bubrega (glomerularnu filtraciju) ovisi o lokalnim i sustavnim okolnostima u trenutnom vremenu obzirom na brojne učinke angiotenzina II u bubregu. 
U bubregu angiotenzin II izravno utječe na proksimalne tubule na povećanje reapsorpcije iona natrija. Učinak na glomerularnu filtraciju i protok krvi u glomerulu je složen. 
Povećanje sustavnog arterijskog krvnog tlaka povećava tlak u krvnim žilama glomerula, te konstrikcija aferentne (dovodne) i eferentne (odovodne) arteriole, pod utjecajem angiotenzina II, će ublažiti učinak porasta ili pada sustavnog tlaka tlaka na perfuziju glomerula, te dalje na glomerularnu filtraciju i ukupni gubitak tjelesnih tekućina.
Učinak na otpor eferentne arteriole je izraženiji, tako što konstrikcija povećava hidrostatski tlak u kapilara golmerula i održava glomerularnu filtraciju. Visoke koncentracije angiotenzina II kontrahiraju glomerularni mezangij time smanjuje površinu glomerularne filtracije. Angiotenzin II djeluje i tako što pojačava osjetljivost tubuloglomerularne petlje. Angiotenzin II uzrokuje lokalno oslobađanje prostaglandina koji antagoniziraju renalnu vazokostrikciju. 
|  | Molimo pročitajte upozorenje o korištenju medicinskih informacija. Ne provodite liječenje bez savjetovanja s liječnikom! |